# Halecium harrimani
Halecium harrimani is een hydroïdpoliep uit de familie Haleciidae. De poliep komt uit het geslacht Halecium. Halecium harrimani werd in 1901 voor het eerst wetenschappelijk beschreven door Nutting. 